# Neosovietismo

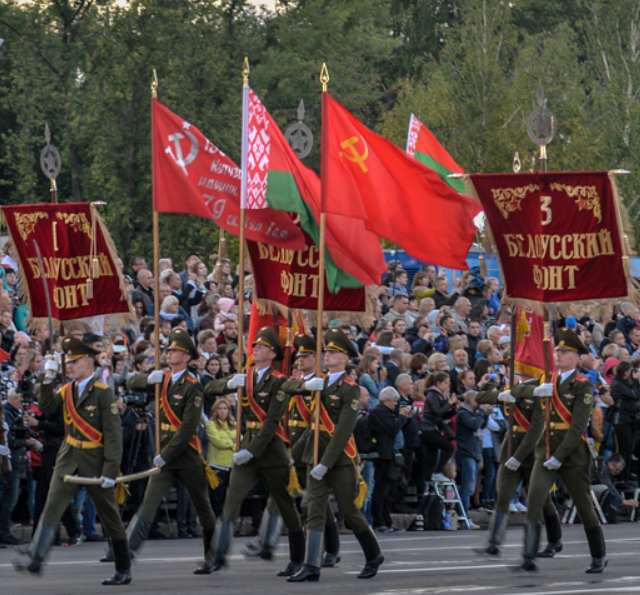
Guardia de Honor de Bielorrusia llevando las banderas nacionales de Bielorrusia y la Unión Soviética, así como la Estandarte de la Victoria Soviética, en Minsk, 2019.

El neosovietismo, a veces conocido como neobolchevismo, es el estilo de decisiones políticas de la Unión Soviética en algunos estados postsoviéticos, así como en un movimiento político para revivir la Unión Soviética en el mundo moderno o para revivir aspectos específicos de la vida soviética basados en la nostalgia por la Unión Soviética. Algunos comentaristas han dicho que el actual Presidente ruso Vladímir Putin tiene muchos puntos de vista neosoviéticos, especialmente en lo que respecta a la ley y el orden y la defensa estratégica militar.

## Neosovietismo en las políticas estatales rusas

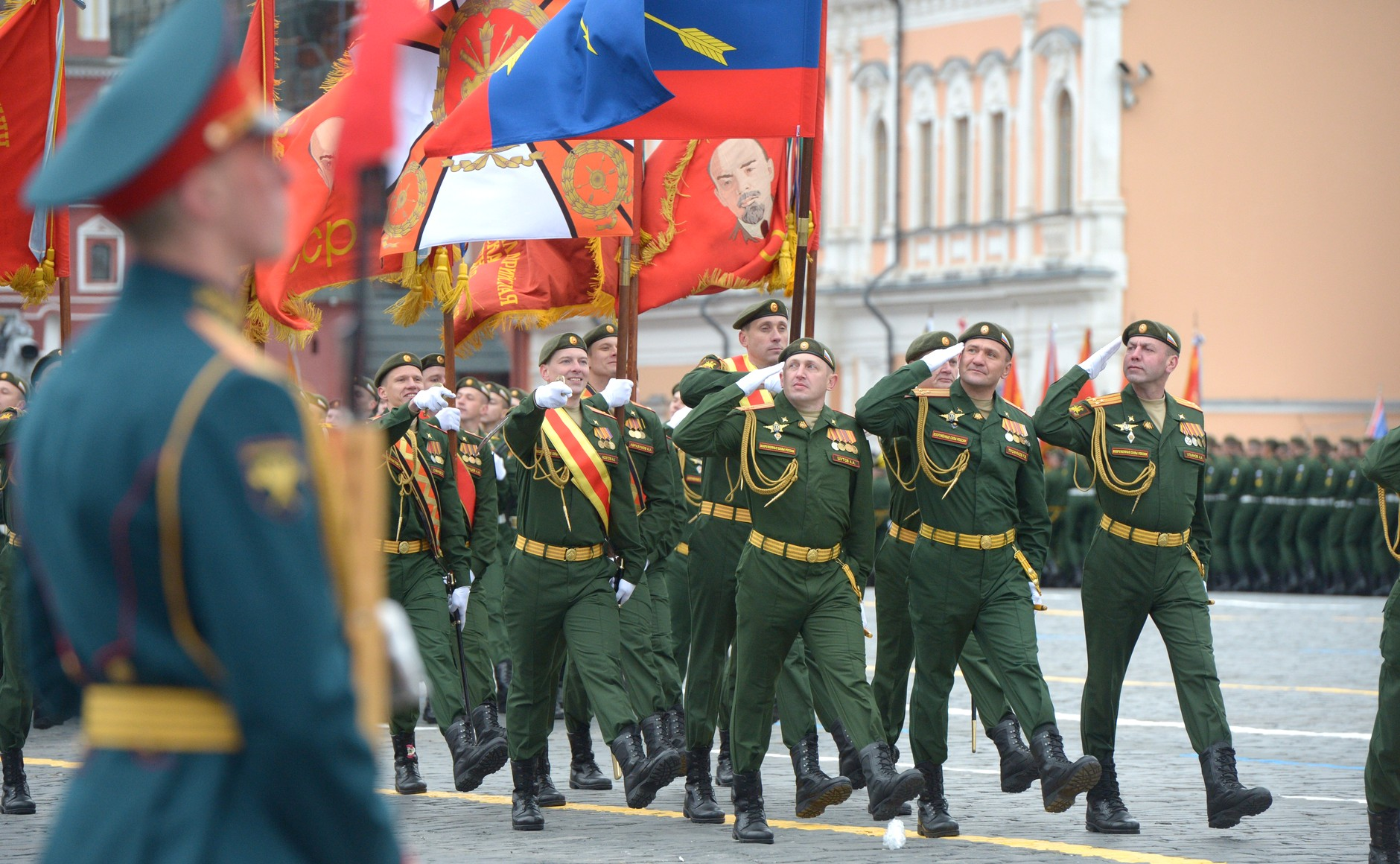
Desfile del Día de la Victoria de Moscú en 2021. Los desfiles militares y el simbolismo militar soviético juegan un papel importante en las celebraciones del 9 de mayo en toda Rusia.

Según Pamela Druckerman de The New York Times, un elemento del neosovietismo es que "el gobierno gestiona la sociedad civil, la vida política y los medios de comunicación".
Según Matthew Kaminski de The Wall Street Journal, incluye esfuerzos de Putin para expresar la gloria de la Unión Soviética con el fin de generar apoyo para una "gran potencia rusa revivida en el futuro". al traer recuerdos de varios logros rusos que legitimaron el dominio soviético, incluida la victoria soviética contra la Alemania nazi. Kaminski continúa diciendo que el neosovietismo "ofrece patriotrismo ruso despojado de pretensiones internacionalistas marxistas" y lo utiliza para asustar a los vecinos de Rusia y generar patriotismo ruso y antiamericanismo.
Andrew Meier de Los Angeles Times en 2008 enumeró tres puntos que expusieron el neosovietismo y cómo la Rusia moderna se parece a la Unión Soviética:
- Rusia era una tierra de doble lenguaje. Meier afirma que Rusia ha distorsionado deliberadamente palabras y hechos sobre diversos temas, particularmente en relación con la guerra ruso-georgiana en ese momento, afirmando que Estados Unidos instigó el conflicto y que Georgia estaba cometiendo genocidio en Osetia del Sur.
- Rusia estaba dispuesta a aumentar su poder por cualquier medio posible, incluida la dura represión de sus propios ciudadanos, como por ejemplo Mijaíl Jodorkovsky y las Madres de Beslán.
- Rusia sigue siendo una tierra en la que "prevalece el miedo al Estado (y su alcance asfixiante)" mediante la introducción de numerosas leyes que limitan la libre expresión y promueven propaganda.

## Organizaciones neosoviéticas
- Partido Comunista de Toda la Unión (Bolcheviques) (1995)
- Partido Comunista Bolchevique de Toda la Unión (1991)
- Partido Comunista Armenio
- Partido Comunista Unido de Azerbaiyán
- Partido Comunista de la Federación Rusa
- Partido Comunista de la Unión Soviética (1992)
- Partido Comunista de la Unión Soviética (2001)
- Partido Comunista de Ucrania
- Esencia del Tiempo
- Partido Comunista Obrero Ruso del Partido Comunista de la Unión Soviética
- Unión de Partidos Comunistas - Partido Comunista de la Unión Soviética
- Partido de los Comunistas de la República de Moldavia